# Blue Monday (fecha)
El Blue Monday («lunes deprimente/triste» en inglés) es un término dado generalmente al tercer lunes de enero el cual es calificado como el día más triste del año.
El concepto es considerado pseudocientífico por no albergar principios metodológicos, lo que lo hace ser desacreditado por otros científicos.

## Historia
El término fue publicado en un comunicado de prensa por Cliff Arnall, quien entonces era profesor en el Centro De Aprendizaje de Lifelong, adjunto a la Universidad de Cardiff. Ben Goldacre, columnista de The Guardian, informó que el comunicado de prensa, que relataba la ecuación, había sido entregado, ya escrito, a varios académicos por la agencia de relaciones públicas Porter Novelli, quien les había ofrecido dinero por añadir sus nombres al mismo. Posteriormente The Guardian publicó una declaración de la Universidad de Cardiff en la cual se distanciaban de Arnall, comentando que fue un antiguo profesor a tiempo parcial en la universidad que se había retirado en febrero de 2006.
En 2014 el término Blue Monday fue asumido por firmas legales y minoristas de agua embotellada y bebidas alcohólicas.

## Ecuación
La fecha generalmente se anuncia como el tercer lunes de enero, al igual que primero, segundo y cuarto en otras ocasiones. La primera vez que se anunció tal fecha fue el 24 de enero de 2005, como parte de un comunicado de prensa publicitario de Sky Travel. La ecuación publicada por Arnall en 2006 fue la siguiente:
{\displaystyle {\frac {(C*R*ZZ)}{((Tt+D)*St)+(P*Pr)}}>400}
Donde:
- C: Tiempo consumido en actividades culturales
- R: Tiempo consumido en relajación
- ZZ: Tiempo consumido durmiendo
- Tt: Tiempo de viaje
- D: Retrasos
- St: Tiempo gastado en un periodo de estrés
- P: Tiempo demorado en preparar un equipaje
- Pr: Tiempo consumido en la preparación general. 
  - Las unidades de medida no fueron definidas.

Posteriormente, una nota de prensa publicó una fórmula diferente en 2009:
{\displaystyle {\frac {[W+D-d]T^{Q}}{MN_{a}}}}
Donde; 
- W: Tiempo atmosférico
- D: Deuda
- d: Sueldo mensual
- T: Tiempo transcurrido desde Navidad
- Q: Tiempo donde se desiste de los propósitos de año nuevo
- M: bajos niveles de motivación
- Na: Sensación de necesidad de hacer algo.
  - Las unidades de medida no fueron definidas.

Al escribir sobre la fórmula en 2006, Ben Goldacre, columnista de The Guardian, comentó que las ecuaciones "[fallaban] incluso para tener sentido matemático en sus propios términos" y señaló que "se puede tener un buen fin de semana quedando en casa y reduciendo tu tiempo de viaje a cero". Dean Burnett, un neurocientífico de psicología de la Universidad de Cardiff, ha calificado la obra como "una farsa", con "medidas sin sentido".